# Alte Lahnbrücke (Wetzlar)
Die steinerne Alte Lahnbrücke in Wetzlar ist eine wohl im 13. Jahrhundert erbaute siebenbogige Brücke über die Lahn und die Lahninsel. Sie ist eine der ältesten noch erhaltenen Brücken in Hessen.

## Erscheinungsbild
Die Brücke ist 104 m lang und 6,45 m breit. Sie ruht auf sieben Kreisbögen. Die beiden äußeren Bögen haben von oberstrom aus gesehen eine lichte Weite von 7,40 m bzw. 8 m, die mittleren von 10 m bis 10,50 m. Die Fahrbahn ist gewölbt und fällt von ihrem höchsten Punkt 1,90 m in Richtung Altstadt und 2,40 m in Richtung Vorstadt ab.

## Baugeschichte

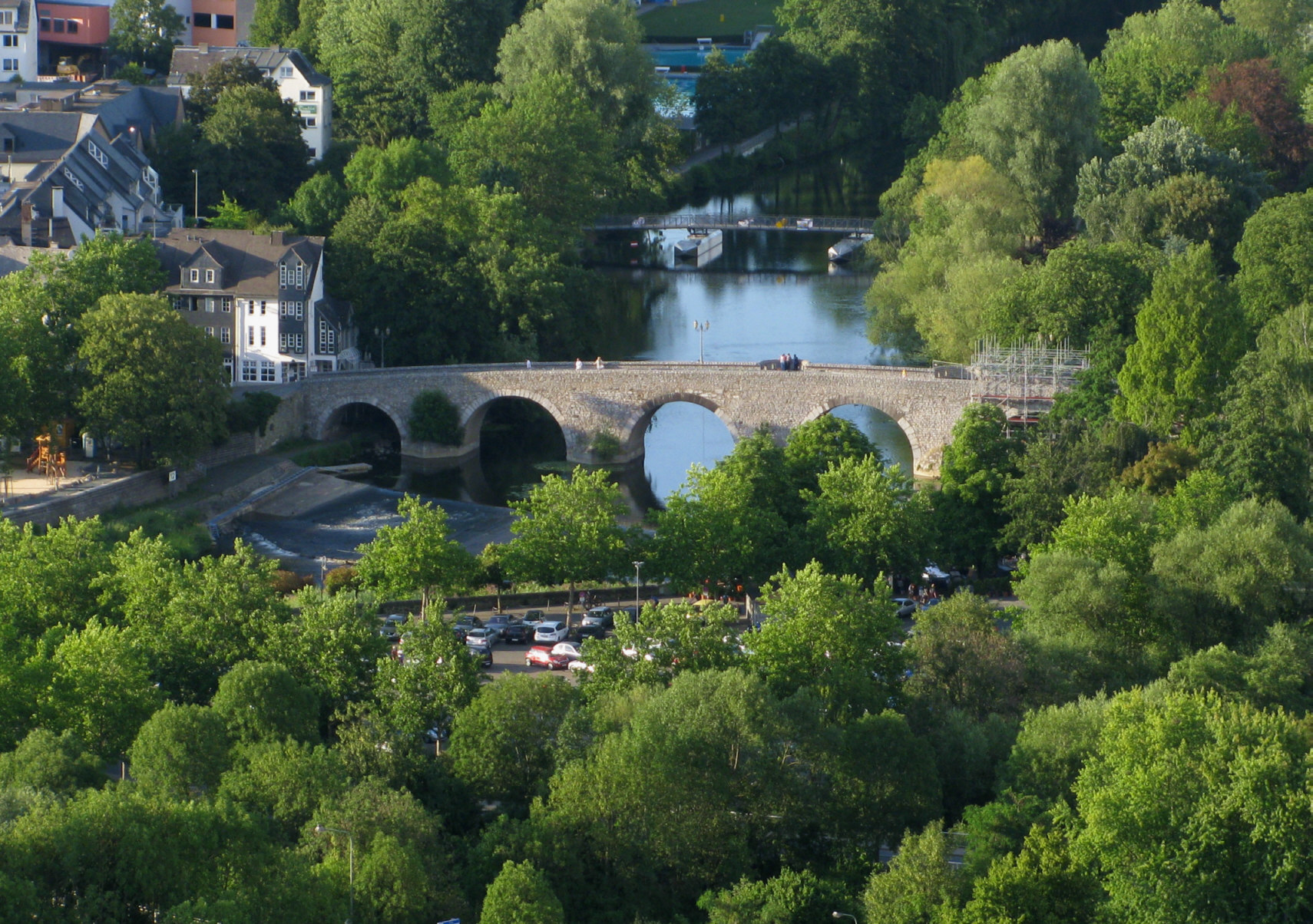
Alte Lahnbrücke, betrachtet vom Kalsmunt aus

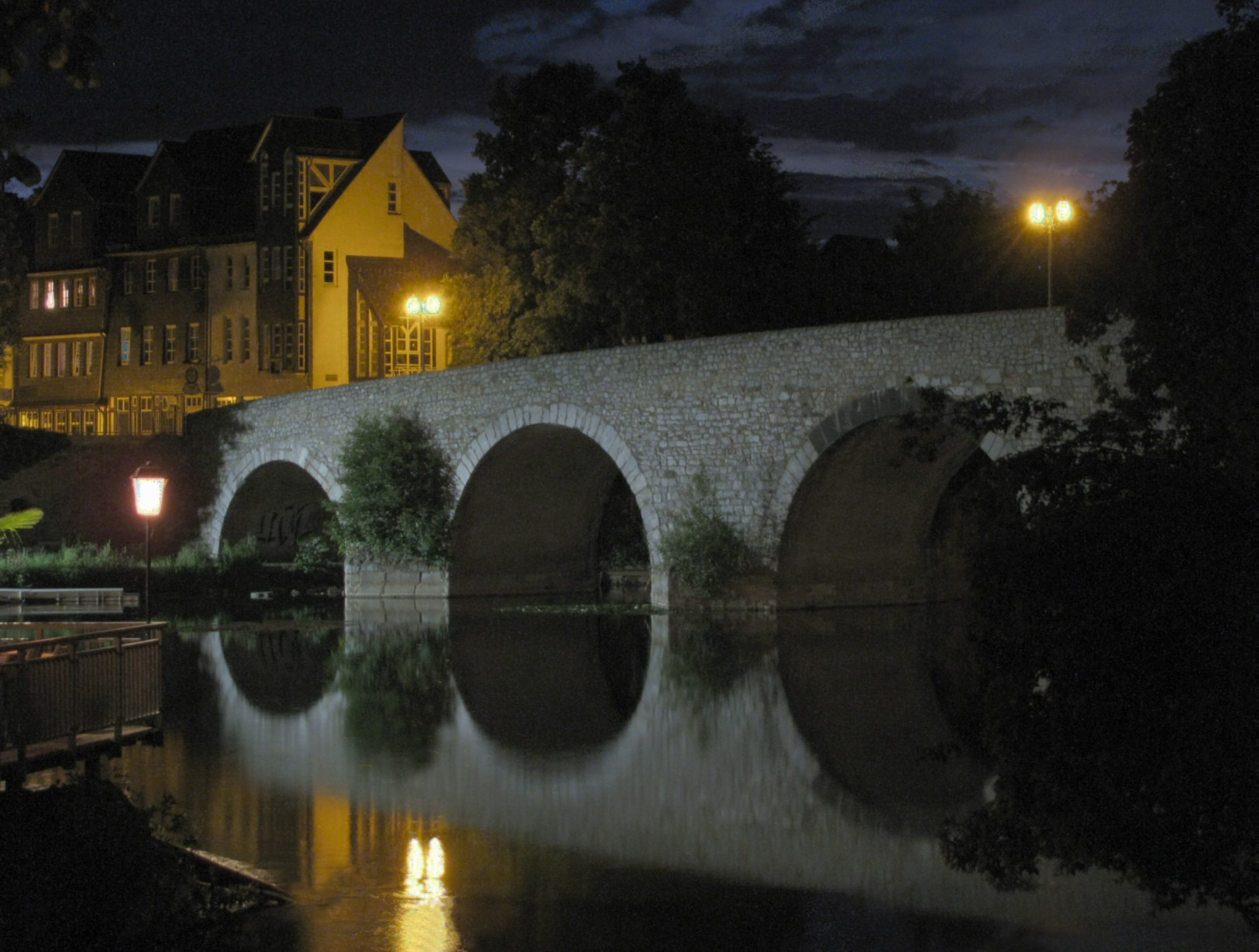
Lahnbrücke bei Nacht

Die Gründungschronik des Klosters Altenberg nennt den Priester Gottfried von Beselich († um 1180), der den Bau der Brücke initiiert und dafür Almosen gesammelt habe.
Sie wurde vermutlich zwischen 1250 und 1280 anstelle einer Holzbrücke erbaut und ist damit eine der ältesten noch erhaltenen Brücken in Hessen. Sie wurde im Laufe der Zeit mehrfach verändert. Im 15. Jahrhundert wurden die Pfeiler durch Eisbrecher verstärkt. Stadtansichten aus dem 17. Jahrhundert zeigen zwei 1832 abgebrochene Turmaufbauten, von denen einer ein Gefängnisturm war. Um 1865 wurde das Brüstungsmauerwerk durch ein eisernes Gitter ersetzt, um einen Gehweg anzulegen. Zwischen 1977 und 1981 wurden umfangreiche Sanierungsmaßnahmen durchgeführt. Diese waren wegen durch den Turmabriss entstandener statischer Probleme erforderlich geworden. In diesem Zusammenhang wurde das Eisengeländer wieder entfernt und durch eine Brüstung ersetzt, die zwar der ursprünglichen nachempfunden ist, jedoch aus einem mit Bruchsteinen verkleideten Betonkern besteht.
Im Jahr 2011 wurde die Brücke für den Autoverkehr gesperrt, sie darf seitdem nur noch von Fußgängern und Radfahrern benutzt werden.